# 381-ша навчально-польова дивізія (Третій Рейх)
381-ша навчально-польова дивізія (Третій Рейх) (нім. 381. Feldausbildungs-Division) — навчальна піхотна дивізія Вермахту за часів Другої світової війни.

## Історія
381-ша навчально-польова дивізія була створена 8 вересня 1942 року на основі резервних частин групи армій «A» на Східному фронті. Особовий склад надходив переважно з XVIII військового округу, а також навчальних центрів, шкіл та полігонів XIII, V, VI, VII, VIII та XIII військових округів. Дивізію на місцях поповнював персонал RAD. 26 лютого 1943 року дивізія була розпущена, підрозділи дивізії були розподілені по частинах 17-ї армії.

## Райони бойових дій
- Північний Кавказ, Крим (вересень 1942 — лютий 1943)

## Командування

### Командири
- генерал-лейтенант Гельмут Айзенштак (нім. Hellmuth Eisenstuck) (8 вересня 1942 — 26 лютого 1943).

### Підпорядкованість
| Час     | Корпус | Армія | Група армій (округ) | Штаб             |
| ------- | ------ | ----- | ------------------- | ---------------- |
| 1942    |        |       |                     |                  |
| жовтень |        |       | Група армій «A»     | Північний Кавказ |
| 1943    |        |       |                     |                  |
| січень  |        |       | Група армій «A»     | Північний Кавказ |
| лютий   |        |       | Група армій «A»     | Керч             |

### Склад
| Вересень 1942                          |
| -------------------------------------- |
| 381-й навчально-польовий піхотний полк |
| 614-й навчально-польовий піхотний полк |
| 615-й навчально-польовий піхотний полк |
| 616-й навчально-польовий піхотний полк |